# Iola (barca)

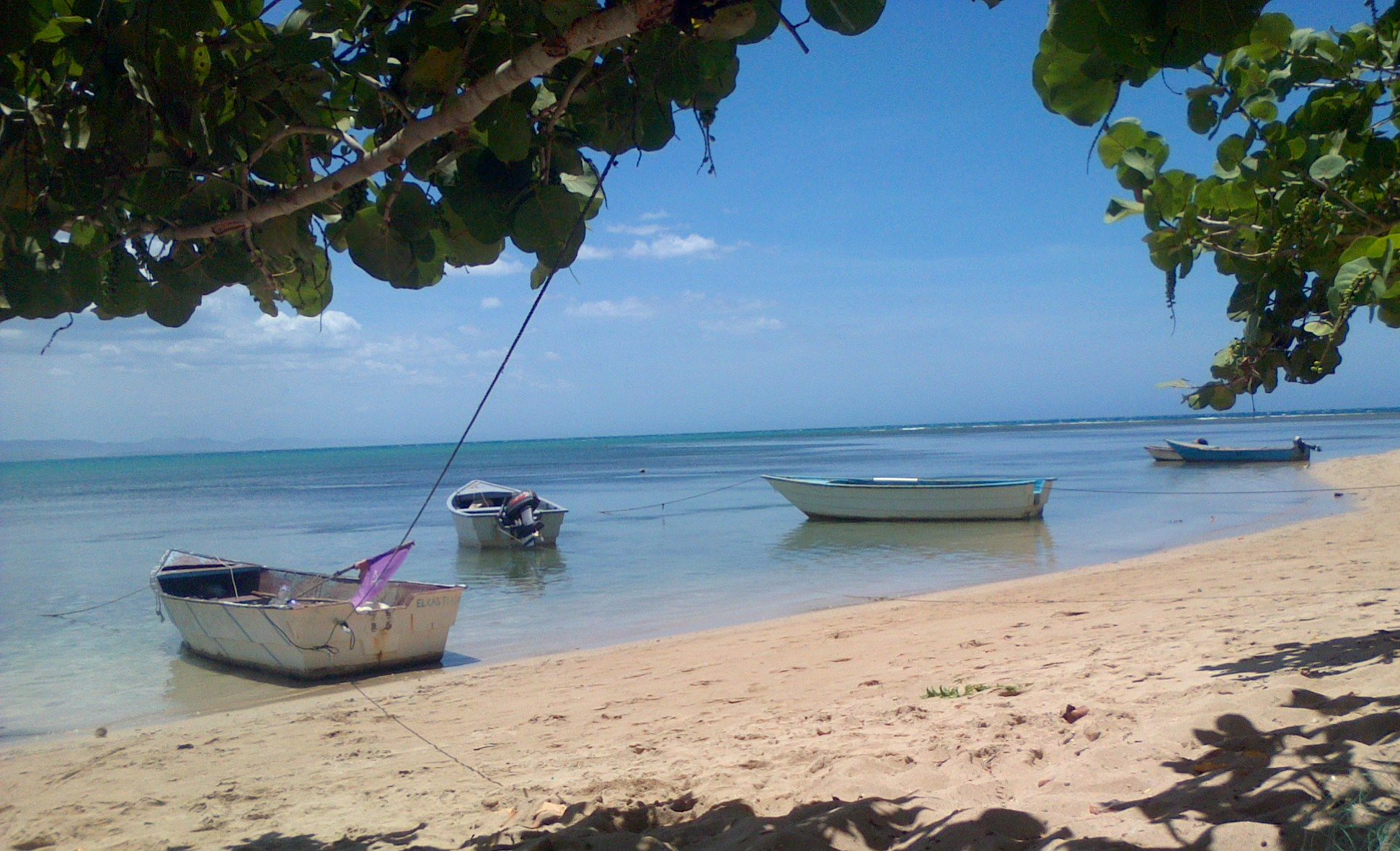
Ioles a la platja del Castillo, La Isabela, Puerto Plata, República Dominicana

La iola és una barca al servei del capità d'un vaixell, oberta, prima i elegant, amb mirall de popa, i timó de codast que empra rems com mitjà de propulsió. De manera genèrica, es pot dir també que és una petita embarcació de dos pals similar al quetx Es diferencia d'aquest per la posició del pal de messana, (el que està a popa), per estar darrere del timó en la iola i per davant del mateix en el cas del quetx.
La iola és una barca popular amb els pescadors. Pel seu baix cost (de vegades són construïdes pels mateixos usuaris en fer servir fusta barata i en alguns casos fibra de vidre), la seva petita grandària en relació amb altres embarcacions i la seva versatilitat, solen utilitzar-se en la realització dels anomenats «viatges en iola», duts a terme per immigrants de països com la República Dominicana, per anar a territori estranger.
En temps recents aquest terme ha estat emprat amb freqüència per referir-se a qualsevol tipus d'embarcació utilitzada amb aquesta finalitat.
Aquesta activitat sol deixar un saldo lamentable en pèrdues humanes, ja que, tenint en compte que no són embarcacions dissenyades per suportar els rigors d'alta mar, solen sotsobrar en ser envestides per l'onatge, o al no disposar de sistemes moderns de navegació, corren el risc de no arribar al seu destí.